# Sophie Behr
Sophie Behr, eigentlich Sophie Elisabeth von Behr Negendanck (* 7. Januar 1935 in Neubrandenburg; † 21. Februar 2015), war eine deutsche Journalistin und Schriftstellerin.

## Leben

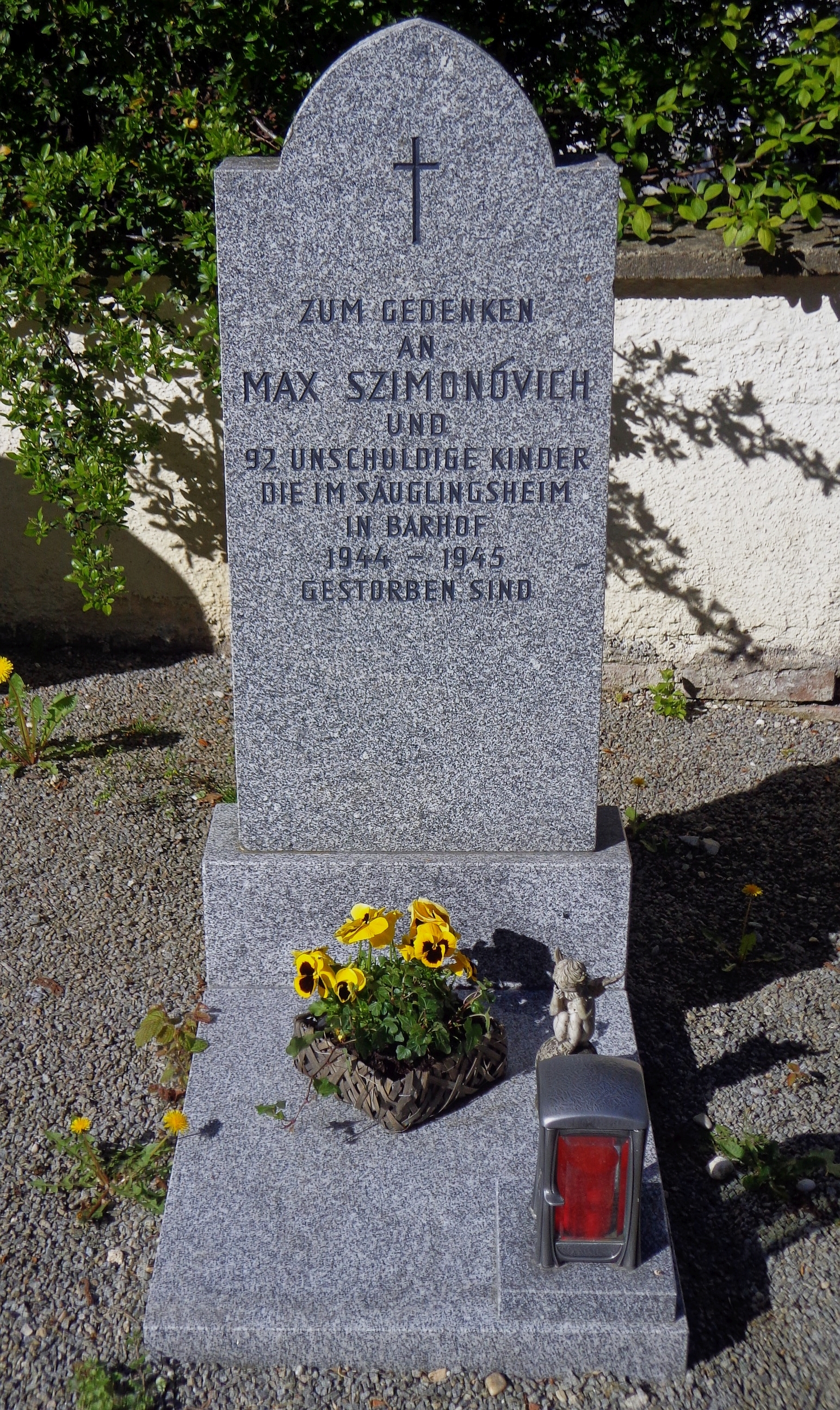
Friedhof Hader: Denkmal für die Kinder von Barhof

Sophie Behr war die Tochter des mecklenburgischen Gutsbesitzers und gefallenen Oberleutnants der Reserve Hans Jasper von Behr Negendanck (1901–1944) und dessen Ehefrau Gertrud, geborene von Rumohr (1908–1994). Sie wuchs auf dem väterlichen Rittergut Neverin bei Neubrandenburg auf. Ihre Familie wurde 1945 enteignet und trat die Flucht nach Schleswig-Holstein an. Nach dem Abitur am Ostsee-Gymnasium Timmendorfer Strand studierte sie Englisch, Spanisch, Psychologie und Soziologie.
Sie arbeitete 16 Jahre lang als Journalistin für den Spiegel. Sie war Chefkorrespondentin für München, später auch für Berlin. Danach folgten Arbeiten als freie Publizistin für die Emma, den Rundfunk und die feministische Presse. 
Behr war außerdem Mitbegründerin des Verbandes alleinerziehender Mütter und Väter (damals „Verband lediger Mütter“), dessen Bundesvorsitzende sie von 1977 bis 1981 war. 
Seit 1984 – und zuletzt zurückgezogen – lebte sie im niederbayerischen Ruhstorf an der Rott, und zwar auf dem Barhof bei Hader, den sie auch zur Gedenkstätte an die dort 1944/45 ermordeten 90 Zwangsarbeiterkinder entwickelte.

## Politik
Björn Engholm berief Sophie Behr für die Landtagswahl in Schleswig-Holstein 1983 in sein Regierungsteam.

## Werke
- Sophie Behr, Helga Häsing: Ich erziehe allein. Problemlösungen und Ermunterungen für die Erziehung ohne Partner. Rowohlt, Reinbek b. Hamburg 1980, ISBN 3-940445-90-8.
- Riecher Innerungen. Eigenverlag, Passau 1991, ISBN 3-499-17373-5.
- Ida & Laura. Once more with feeling. Roman. Helmer, Königstein/Taunus 1997, ISBN 3-927164-57-7.
- Reisen, speisen, grausam sein. Erzählung. Helmer, Königstein/Taunus 2007, ISBN 978-3-89741-232-3.
- Inselgeschichten. Eigenverlag, Ruhstorf 2009, ISBN 978-3-940445-76-6.
- Barhof. Eigenverlag, Ruhstorf 2007, ISBN 978-3-940445-09-4.